# Pierre Le Faguays
Pierre Camille Marie Le Faguays (n. 29 august 1892, Rezé, Pays de la Loire, Franța – d. 8 septembrie 1962, Paris, Région parisienne, Franța) a fost un sculptor francez de factură Art Deco. A folosit, de asemenea, pseudonimele Fayral și Guebre.  Le Faguays a realizat statuete, lămpi și obiecte decorative.

## Biografie
Pierre Le Faguays s-a născut în 1892 la Nantes, Franța. A fost studentul lui James Vibert⁠(d) la Universitatea de Artă și Design din Geneva (fostă École Supérieure des Beaux-Arts, Genève).
A fost căsătorit cu sculptorița Andrée Guebre (cunoscută și sub numele de Raymonde Guerbe), dar nu au avut niciodată copii. Soția sa a fost model pentru multe dintre lucrările sale.
În 1922, a participat la o expoziție la Salon des Artistes Français⁠(d). A expus la Salon d'Automne⁠(d) în mai mulți ani; în 1926, cu un bust al soției sale realizat în teracotă, iar în 1931, cu un portret pictat al soției sale.
A lucrat mai ales cu materiale precum bronz, teracotă, Pâte de verre⁠(d), piatră, zinc, lemn, alabastru, fier forjat și fildeș. La Paris, Le Faguays și-a făcut statuetele la turnătoriile Susse Frères⁠(d), Edmond Etling⁠(d), Max Le Verrier⁠(d), Les Neveux de Jules Lehmann, M. Ollier și la turnătoria austriacului Arthur Goldscheider, fiul lui Friedrich Goldscheider⁠(d). În anii 1960, lucrările sale au fost reproduse pe scară largă și au fost adesea semnate ca „Favral” sau „Fayral”.
Lucrările lui Le Faguays pot fi găsite în colecțiile muzeelor, inclusiv la Musée d'Orsay, și Muzeul de Arte Frumoase din Houston.